# 中村明美
中村 明美（なかむら あけみ、1969年2月4日 - ）は、元FBS福岡放送女性アナウンサー。
福岡県嘉麻市（旧・嘉穂郡稲築町）出身。福岡県立嘉穂高等学校、青山学院大学卒業後、1991年、FBS入社。主に報道・情報系を担当。記者・ディレクターとして、子育てをテーマとしたドキュメンタリー番組も制作。
現在は、歌舞伎俳優四代目片岡亀蔵に嫁ぎ、東京都在住。ジャーナリストとしての視点やキャリアを活かし、また日本の伝統文化を担う立場から、現代社会においての心得やマナーをユーモアを交えてわかりやすく講演。（観世流梅若家当主・梅若六郎とのトークショー、清水建設社員研修講師、ヒューマンアカデミー講師など）

## FBS時代の出演番組
- ズームイン!!朝!　福岡・佐賀担当キャスター
- FBSニュース
- Dr.クラナガン